# Sphodromerus decoloratus
Sphodromerus decoloratus is een rechtvleugelig insect uit de familie veldsprinkhanen (Acrididae). De wetenschappelijke naam van deze soort is voor het eerst geldig gepubliceerd in 1894 door Finot.